# Wormser Hofrecht
Das Wormser Hofrecht (im lateinischsprachigen Original: Lex familiae Wormatiensis ecclesiae) ist eine hochmittelalterliche Rechtssammlung, die auf Initiative des Wormser Bischofs Burchard (* um 965; Bischof ab 1000; † 20. August 1025) zusammengestellt wurde.

## Bezeichnung
Der Originaltext hat keine Überschrift. Die Bezeichnung Wormser Hofrecht ist später entstanden, hat sich aber etabliert und wird in der historischen Forschung weiter so verwendet, auch wenn die Rechtssammlung mehr regelt als das, was heute mit „Hofrecht“ bezeichnet wird. Der Text selbst nutzt die Begriffe „lex“ und „leges et statuta“, so dass eine Bezeichnung als „Gesetz (oder Recht) der Angehörigen [des Domstifts St. Peter in Worms]“ präziser wäre.

## Kontext
Den Rahmen für das Hofrecht bildet ein Immunitätsprivileg von Kaiser Heinrich II. vom 29. Juli 1014 für die bischöfliche Kirche von Worms.
Mit der familia sind die Angehörigen der Grundherrschaft des Wormser Bischofs gemeint, also das, was sich später zum Hochstift Worms entwickelte. Im Hochmittelalter war diese Herrschaft aber noch nicht territorial definiert, sondern umfasste eine Personengemeinschaft. Das Hofrecht sollte für diesen Personenkreis gelten, unabhängig davon, wo er sich aufhielt. Diese Gemeinschaft war in sich ständisch gegliedert. Aus dem Text des Hofrechtes ergeben sich dabei folgende Stufen:
- Die Fiskalinen nahmen eine herausgehobene Stellung ein.[3] Sie durften nur für die Dienste der „typischen Hofämter“ Kämmerer, Mundschenk, Truchsess oder Marschall dienstverpflichtet werden und nahmen zentrale Verwaltungsaufgaben wahr.[4] Darüber hinaus galten für sie eine Reihe Sonderregeln, etwa dass sie nicht mit einer Körperstrafe belegt werden durften.[5] Es handelt sich wohl um eine Gruppe, die von ehemaligen königlichen Dienstmannen abstammt, die vom Kaiser der Wormser Kirche „geschenkt“ worden waren.[6]
- Die Zensualen, die nur einmal erwähnt werden[7] und in der Praxis wohl weitgehend mit den Dagewarden verschmolzen waren.[8]
- Die Dagewarden, „Tagelöhner“.[9]
- Die Manzipien[10] sind Sklaven.[11]

Entsprechend den Gewohnheiten der Zeit vor der Rezeption des römischen Rechts folgt der Text keiner strikten Systematik, sondern ist eher assoziativ zusammengestellt.
„Quer“ zum Hofrecht werden andere Rechtskreise sichtbar. Dazu zählen etwa der Rechtskreis der familia des Klosters Lorsch oder die concives in der Stadt Worms, die Gemeinschaft der dortigen Grundeigentümer, die offensichtlich nur teilweise deckungsgleich mit der familia des Bischofs ist. Hier zeigen sich erste Strukturen, die in den folgenden Jahrzehnten dazu führen, dass sich eine städtische Bürgerschaft bildet.

## Geschichte
Der Text gilt als erster größerer, weltlicher Rechtstext in Deutschland seit der Karolingerzeit. Das Wormser Hofrecht entstand nach gängiger Auffassung zwischen 1023 und 1025. Es wird aber auch schon ein Jahrzehnt früher datiert. Unmittelbarer Anlass waren heftige Auseinandersetzungen innerhalb der familia: Dort hatten sich in nur einem Jahr 35 Tötungsdelikte ereignet. Dies fand in einem allgemein sehr gewalttätigen Umfeld statt: 1023 musste Kaiser Heinrich II. einen Streit zwischen den familiae des Bistums Worms und des Klosters Lorsch schlichten, nachdem es auch dabei zahlreiche Tote gegeben hatte. Mit diesen Zuständen befasst sich der umfangreichste Artikel des Hofrechts, Nr. 30. Er beginnt mit der empörten Feststellung, dass sich der Bischof genötigt sieht, gegen diesen Zustand energisch einzuschreiten. Die Formulierungen in der Urkunde Heinrichs II. und dem Hofrecht sind sehr ähnlich.
Inwieweit es sich bei dem Text um die schriftliche Aufzeichnung bereits geübten Rechts, wie weit um Neuinterpretationen, Weiterentwicklung oder Neuschöpfungen handelt, wird im Einzelnen unterschiedlich bewertet. Sicher aber ist, dass das Wormser Hofrecht „Rechtsverbesserungen“ und Rechtsänderungen gegenüber dem bisher geübten Recht enthält – es ist also mehr als ein Weistum. Ganz im mittelalterlichen Sinn, nach dem nur konsensual getroffene Entscheidungen durchsetzbar waren, handelt Bischof Burchard, als er das Wormser Hofrecht erstellt, cum consilio cleri et militum et totius familiae (mit dem Rat der Geistlichen, der „Ritter“ und aller Angehörigen [des Rechtskreises]).
Das Hofrecht ist nur in Abschriften überliefert:
1. Codex tabularii Darmstadtiensis aus dem 17. Jahrhundert im sogenannten „Vidimationsbuch“ (des Bistums Worms), fol. 46.[Anm. 1]
2. Chartularium Wormatiense, 12. Jahrhundert, verfasst und mit einer Einleitung versehen[Anm. 2] von dem Wormser Domscholaster Heremannus, Gottfried Wilhelm Leibniz Bibliothek – Niedersächsische Landesbibliothek, MS XVIII 1020 fol. 26r–29v.
3. Chartularium Wormatianes, 15. Jahrhundert, in tabularii Darmstadiensis fol. 10. „Der Text stimmt im Großen und Ganzen mit dem Kodex (Nr. 1) überein“.[Anm. 3]
4. Berthold Questenburgh: D. BVRCHARDI VVORMACIENSIS ECCLESIÆ EPISCOPI, DECRETOrum Libri XX. ex Consilijs, & ; orthodoxorum patrum Decretis, tum etiam diuersarum nationum Synodis, ceu loci communes co[n]gesti, in quibus totum Ecclesiasticum munus luculenta breuitate, & ; veteres Ecclesiarum obseruationes complectitur. Opus nunc primum excusum, omnibus Ecclesiasticis ac Parochis apprime necesssarium. Drucker: Melchior Nouesian, Köln 1548, S. 34 ff. (ohne Seitenzählung). Digitalisat

Das Wormser Hofrecht ist das älteste einer mit ihm einsetzenden Reihe heute noch erhaltener Rechtssammlungen dieser Art. Dem Wormser Hofrecht folgen zeitlich das Recht der Leute des – Worms benachbarten – Klosters Limburg (1035), das Bamberger Dienstrecht (1057/1064), das Hofrecht von Münchweiher (um 1150) und das Kölner Dienstrecht (wohl 1154). Das Wormser Hofrecht ist ein wichtiges historisches Zeugnis in einer sonst relativ quellenarmen Zeit. Hier ist es nicht nur rechtsgeschichtlich bedeutsames Zeugnis, sondern wurde aufgrund der Einblicke, die es in die Gesellschaft des frühen 11. Jahrhunderts bietet, für sozialgeschichtliche Fragen vielfach ausgewertet.

## Inhalt
Das Hofrecht umfasst 32 Abschnitte:

1. Verbleib des Vermögens und des Wittums nach dem Tod eines Ehepartners.

2. Verkauf von Immobilien und Hörigen:
- Es besteht ein Vorkaufsrecht für die direkten Angehörigen, wenn diese nicht zugreifen, der familia.
- Wurde vom Bischof wegen ausstehender Abgaben Gut gepfändet, sind die Erben berechtigt, es auszulösen.
- Wird gepfändetes Gut durch den Bischof an Dritte veräußert, sind diese rechtmäßige Besitzer des Gutes.
- Wird ein Minderjähriger Erbe, so können seine Rechte und Verpflichtungen hinsichtlich eines Gutes bis zu dessen Volljährigkeit von einem Verwandten übernommen werden, damit der Anspruch des Minderjährigen erhalten bleibt.[Anm. 4]

3. Erbschaften von Gütern, die auf dem Land des Bischofs liegen, erfolgen abgabenfrei. 

4. Die Erben erhalten alles Gut des Verstorbenen – das Wittum ausgenommen.

5. Besitz kann mit Zustimmung der Ehefrau und unter Zeugen anderen zugewandt werden, z. B. als Wittum.

6. Verkauf von Gut innerhalb der familia ist nur mit Zustimmung der Erben möglich. Der Zustimmung steht gleich, wenn ein Erbe erst später davon erfährt und dann ein Jahr lang nicht widerspricht.

7. Wenn jemand wegen eines Vergehens von der eigenen familia dem Bischof übergeben wird, richtet der über ihn.

8. Wenn eine Gruppe von Männern einem Mitglied der familia ein Unrecht antut, dann muss jeder von Ihnen einen Ausgleich leisten.

9. Abgaben vom Wergeld an die Kammer (des Bischofs) und die „Freunde“ (Beistand) des Wergeldempfängers.

10. Nach dem Tod der Eltern erhält der Sohn deren Immobilienbesitz, die Tochter die Kleider der Mutter und den ehelichen Zugewinn der Eltern. Der übrige Mobilienbesitz ist gerecht zu teilen.

11. Erkrankt der Besitzer eines Gutes oder von Hörigen schwer, darf er – zum Schutz der Erben – von seinem Besitz vom Krankenbett aus nichts mehr veräußern – Ausnahme sind Geschenke zum Heil der Seele an die Kirche.

12. Regelung, um Meineide zu vermeiden – es handelt sich um eine Rechtsänderung: Bei Verfahren geringerer Bedeutung soll auf den Eid verzichtet werden. Richter sind in diesen Fällen der örtliche Verwalter des Bischofs und die anderen Mitglieder der familia, die am Ort wohnen. Auch in anderen Bestimmungen des Wormser Hofrechts ist es Burchard ein Anliegen, der Gefahr eines Meineids vorzubeugen.

13. Als Buße für Unrecht gegenüber einem anderen Mitglied der familia werden 10 Schillinge festgelegt, 5 Schillinge sind an den Bischof, 5 Schillinge an den Verletzten zu zahlen. Ist der Verletzte nicht Angehöriger der familia, dann reduziert sich der Betrag auf 20 Pfennige. Diese Vorgabe reduziert die bisher übliche Zahlung und bezieht sich auf eine entsprechende Bestimmung des Privilegs Heinrich II.

14. Personen, die aus der familia hinaus- oder in sie hineinheiraten, bleiben Angehörige ihres bisherigen Rechtskreises.

15. Stirbt jemand, der eine Frau aus einem Rechtskreis außerhalb der familia geheiratet hat, so gehen zwei Drittel seiner Güter an den Bischof über.

16. Bei Heiraten zwischen ständisch ungleichen Partnern gehören die Kinder dem niedrigeren Stand an.

17. Wenn sich jemand dem Gericht oder dem Reinigungseid entzieht, sollen die Schöffen ein Urteil fällen.

18. Bei einem Streit zwischen Mitgliedern der familia ist ein Reinigungseid ausreichend. Wenn es um eine Fehde geht, sind zusätzlich sechs Eidhelfer erforderlich.

19. Bei Streitigkeiten um einen nicht zurückgezahlten Kredit soll statt eines Eides – um Meineide zu verhindern – ein Zweikampf stattfinden. Das ist aus heutiger Perspektive ein Rückschritt, aber der – sicher nicht unberechtigten – Befürchtung vor Meineiden geschuldet.

20. Folgen des gerichtlichen Zweikampfes:
- Der im Zweikampf Unterlegene gilt als überführt.
- Er muss, wenn der Zweikampf in der Stadt Worms stattfand, 60 Schillinge[Anm. 6] zahlen.
- Wenn der Zweikampf außerhalb der Stadt, aber zwischen Mitgliedern der familia stattfand, muss er dem Zweikampfgegner die dreifache gerichtliche Buße bezahlen, dem Bischof das Banngeld und dem Vogt 20 Schillinge. Wenn er nicht zahlen kann, wird er ausgepeitscht und seine Haare werden abrasiert.

21. Erwirbt ein Mitglied der familia Immobilien oder Hörige außerhalb seines Rechtskreises, darf er die nicht mehr außerhalb dieses Rechtskreises veräußern, außer im Tausch gegen Gleichwertiges.

22. Beweisregeln, falls der soziale Stand eines Mitglieds der familia angezweifelt wird.

23. Strafe und Kompensationszahlung nach gewaltsamer Entführung einer Jungfrau.

24. Verfahren, wenn ein Beschuldigter sein Geständnis vom Vortag widerruft.

25. Verfahren, wenn ein Beschuldigter sein Geständnis am Gerichtstag widerruft.

26. Besondere Regeln für Grundstücke in der Stadt Worms:
- Erhöhter Gläubigerschutz gegenüber dem Bischof für die Besitzer von Grundstücken in der Stadt Worms.
- Wer ein Haus verkauft, verkauft damit auch immer zugleich das Grundstück auf dem es steht.[Anm. 7]

27. Leichte und schwere Körperverletzung in der Stadt Worms wird mit unterschiedlich hohen Geldzahlungen an die Kasse des Bischofs geahndet.

28. Vorbereitungshandlungen für eine Körperverletzung in der Stadt Worms werden mit einer Geldzahlung an die Kasse des Bischofs geahndet.

29. Verpflichtung der Fiskalinen gegenüber dem Bischof.

30. Totschlag – der umfangreichste Abschnitt. In zahlreichen Varianten mit unterschiedlichen Arten des Vorsatzes, anzuwendenden Beweisregeln und zu verhängenden Bußen wird dieser Tatbestand abgearbeitet. Neben die traditionelle Zahlung von Wergeld als Buße wird die Körperstrafe gesetzt. Die Blutrache wird verboten. Notwehr in Fällen des Angriffs auf Leben oder Eigentum (nicht der Ehre) ist aber weiterhin gestattet.

31. In Streitigkeiten um Immobilien, Hörige und Geld („Zivilprozess“) ist – um Meineide zu vermeiden – ein Zweikampf als Beweismittel vorgeschrieben.

32. Diverse Tatbestände und Strafen.
- Wer einen Diebstahl im Wert von mehr als 5 Schillingen begeht, verliert das Recht, einen Reinigungseid zu leisten, muss sich stattdessen einem Zweikampf stellen oder seine Unschuld durch siedendes Wasser oder glühendes Eisen beweisen.
- Die gleiche Strafe trifft den, der einen Meineid begangen hat.
- Die gleiche Strafe trifft weiter den, der einen Hochverrat am Bischof begeht.